# Roger Payne
Roger Searle Payne (Nova Iorque, 29 de janeiro de 1935 – South Woodstock, 10 de junho de 2023) foi um biólogo, ambientalista, pesquisador e professor universitário norte-americano, especialista em baleias.
Junto de Scott McVay, Roger descobriu o canto das baleia-jubartes, em 1967. Payne mais tarde se tornou uma figura importante na campanha mundial para acabar com a caça comercial de baleias.

## Biografia
Payne nasceu em Manhattan, na cidade de Nova Iorque, em 1935. Era filho de Elizabeth Searle e Edward Benedict Payne. Sua mãe era professora de música e seu pai era engenheiro elétrico.
Como aluno de graduação na Universidade Harvard, Payne trabalhou com a sensibilidade direcional das orelhas dos morcegos. Em 1960, se casou com Katharine Boynton, uma zoóloga. Defendeu doutorado na Universidade Cornell em 1961 por seus estudos sobre as habilidades das corujas para encontrar presas no escuro e, em 1966, foi nomeado professor assistente na Universidade Rockefeller, em Nova York, e zoólogo pesquisador no Institute for Research in Animal Behavior, administrado pela universidade em conjunto com a New York Zoological Society.

## Carreira
Desejando trabalhar com algo mais diretamente ligado à conservação, Payne concentrou sua pesquisa em baleias onde, juntamente com o pesquisador Scott McVay, em 1967, descobriu os complexos arranjos sonoros executados pelas baleias-jubarte machos durante a época reprodutiva. A descoberta foi feita durante uma viagem de pesquisa às Bermudas, junto com um engenheiro naval que estava documentando sons subaquáticos enquanto ouvia sons de submarinos russos.
Payne descreveu as canções das baleias como "rios de som exuberantes e ininterruptos" com "temas" longos e repetidos, cada canção durando até 30 minutos e cantada por um grupo inteiro de jubartes machos de uma só vez. As canções variavam ligeiramente entre cada estação de reprodução, com algumas novas partes adicionadas e outras descartadas. Payne identificou esses sons como baleias cantando umas para as outras.
As gravações de Payne foram lançadas em LP com o título Songs of the Humpback Whale, ainda o disco de sons da natureza mais vendido de todos os tempos, o que ajudou a impulsionar o movimento "Salvem as baleias", que buscava acabar com a caça comercial de baleias, que na época estava levando muitas espécies perigosamente perto da extinção. A caça comercial de baleias foi finalmente proibida pela Comissão Baleeira Internacional em 1986.
Payne posteriormente liderou muitas expedições nos oceanos do mundo estudando baleias, suas migrações, culturas e vocalizações. Payne também foi o primeiro a sugerir que as baleias-comuns e as baleias-azuis podiam se comunicar com o som em todos os oceanos, uma teoria confirmada desde então.
Em 1975, um segundo LP foi lançado e, em 1987, Payne colaborou com o músico Paul Winter colocando o canto da baleia na música humana.

## Vida pessoal
De 1960 a 1985, Roger foi casado com a zoóloga Katharine Payne, que conduziu pesquisas semelhantes às de Payne sobre as vocalizações de elefantes e jubartes. O casal teve quatro filhos e se divorciou no começo dos anos 1990. Em 1991, Payne se casou com a atriz e ambientalista Lisa Harrow.

## Morte
Paune morreu em sua casa na vila de South Woodstock, em Vermont, 10 de junho de 2023, devido a um carcinoma de células escamosas, aos 88 anos.
Cinco dias antes de sua morte, Payne publicou um ensaio na revista Time, conclamando por um novo movimento ambientalista. 
| “ | À medida que meu tempo se esgota, me encho de esperança de que os humanos em todo o planeta sejam inteligentes e adaptáveis o suficiente para elevar a salvação de outras espécies ao lugar onde ela pertence: no topo da lista de nossas tarefas mais importantes. Acredito que a ciência pode nos ajudar a sobreviver à nossa loucura. | ” |

## Obras
- Produtor, Songs of the Humpback Whale, um LP de 1970 (e mais tarde CD)[13]
- Produtor, Deep Voices, um LP de 1975[14]
- Co-Produtor, Whales Alive, um LP de 1987 em colaboração com os músicos Paul Winter e Paul Halley[15]
- Apresentador, In the Company of Whales, um documentário de TV de 1991 para o  Discovery Channel[16]
- Autor, Among Whales,  um livro de 1995[17]
- Apresentador, Finite Oceans, um documentário de TV de 1995[18]
- Co-roteirista/co-diretor, Whales: An Unforgettable Journey, um filme IMAX de 1997[19][20]